# 艾瑞克·戴維斯
艾瑞克·基斯·戴維斯（英語：Eric Keith Davis，1962年5月29日—），綽號「紅鬍子艾瑞克」，為前美國職棒大聯盟的外野手。他生涯曾效力過紅人、道奇、老虎、金鶯、紅雀與巨人等隊。1987年，他成為大聯盟首位單月敲出3支滿貫砲的選手，同時他也是第一位單季完成30轟與50盜的選手。

## 生涯初期
戴維斯在菜鳥年出賽62場比賽，就上演40次盜壘成功。當時戴維斯被許多人認為是少見的五拍子球員，他出色的運動能力讓他在守備上常常出現沒收全壘打的美技，甚至有人將他拿來和名人堂球員威利·梅斯比較。
1986年，戴維斯開始嶄露頭角。該季他的打擊率為2成77，並敲出27轟與80次盜壘成功。他和瑞奇·韓德森也是大聯盟唯二位達成單季20轟與80盜的選手。1987年，戴維斯在開幕戰就敲出3支安打。5月1日，戴維斯敲出雙響砲，包含一支滿貫砲。兩天後，他隨即上演單場三響砲。之後他在這個月成為大聯盟首位單月擊出3發滿貫砲的選手。9月4日，他在小熊隊主場為了接一顆深遠飛球而撞上外野磚牆。這個意外一度導致他在場上久久無法起身，也延誤了比賽時間。
1987年，戴維斯的打擊率為2成93，並敲出37轟與50次盜壘成功。他是大聯盟首位單季30轟50盜的球員，也是第6位進入30-30俱樂部的球員。他的力量-速度分數值(PSN)高達42.53分，為大聯盟史上單季第三高紀錄。1986年到1990年間，戴維斯平均每年可以繳出30轟與40盜的成績。1990年世界大賽，戴維斯從運動家王牌戴夫·史都華手中敲出全壘打，幫助紅人四連勝橫掃運動家奪冠。不過他在第四場滑壘弄傷腎臟，最後在休賽季進行手術。
不過戴維斯在奪冠後就受到傷勢影響，導致身手無法再像以前一樣。1991年11月，紅人將戴維斯和Kip Gross交易到道奇，換來Tim Belcher和John Wetteland。1993年8月23日，道奇將戴維斯交易到老虎，換來一名日後指定球員。原本老虎打算讓戴維斯成為主力中外野手，不過傷勢導致他僅出賽37場比賽，打擊率為1成83。球季結束後，戴維斯成為自由球員，並打算宣布退休。
休養一年後，戴維斯在1996年重返大聯盟。整季他的打擊率為2成87，並敲出26轟。雖然他還是受到傷勢影響導致出賽數不多，但仍吸引金鶯隊和他簽約。

## 罹癌歲月
1997年5月，戴維斯罹患大腸癌。他到了9月仍在接受治療，儘管如此，他在1997年美國聯盟冠軍賽第五場仍擊出致勝全壘打。球季結束後，他獲得羅伯托·克萊門特獎。
1998年，戴維斯再創打擊高峰。整季打擊率為3成27排在美聯第四，並敲出28轟，還達成連續30場比賽敲安的個人紀錄。

## 生涯後期
1999年開始，戴維斯邁入生涯末期，後來他在2001年正式退休。他的前隊友保羅·歐尼爾還盛讚戴維斯是他遇過最傑出的打者、跑者與外野手。
2017年，戴維斯在佛州的Elite Development Invitational機構擔任打擊指導員，專門指導年輕的非裔美國棒球選手。

## 生涯打擊成績
| 出賽次數 | 打席 | 打數 | 得分 | 安打 | 二安 | 三安 | 全壘打 | 打點 | 盜壘 | 保送 | 三振 | 打擊率 | 上壘率 | 長打率 | OPS  |
| -------- | ---- | ---- | ---- | ---- | ---- | ---- | ------ | ---- | ---- | ---- | ---- | ------ | ------ | ------ | ---- |
| 1626     | 6147 | 5321 | 938  | 1430 | 239  | 26   | 282    | 934  | 349  | 740  | 1398 | .269   | .359   | .482   | .841 |

## 外部連結
- 球員資訊和成績在MLB，ESPN，Baseball-Reference，Fangraphs（英文）
- 艾瑞克·戴維斯在台灣棒球維基館上的頁面（繁體中文）